# Turniej o Brązowy Kask 2010
Turniej o Brązowy Kask 2010 – zawody żużlowe, organizowane przez Polski Związek Motorowy dla zawodników do 19. roku życia. W sezonie 2010 rozegrano dwa turnieje półfinałowe oraz finał, w którym zwyciężył Patryk Dudek.

## Finał
- Leszno, 5 sierpnia 2010
- Sędzia: Tomasz Proszowski

| Msc. | Zawodnik            | Klub                  | Pkt |             |  |
| ---- | ------------------- | --------------------- | --- | ----------- |  |
| 1    | Patryk Dudek        | Falubaz Zielona Góra  | 15  | (3,3,3,3,3) |  |
| 2    | Maciej Janowski     | WTS Wrocław           | 14  | (3,3,2,3,3) |  |
| 3    | Przemysław Pawlicki | Stal Gorzów Wlkp.     | 13  | (3,2,3,3,2) |  |
| 4    | Łukasz Cyran        | Stal Gorzów Wlkp.     | 12  | (2,3,2,2,3) |  |
| 5    | Kacper Gomólski     | Start Gniezno         | 10  | (2,3,3,1,1) |  |
| 6    | Bartosz Zmarzlik    | Stal Gorzów Wlkp.     | 8   | (0,2,1,3,2) |  |
| 7    | Mateusz Łukaszewski | Unia Leszno           | 8   | (2,2,0,2,2) |  |
| 8    | Szymon Woźniak      | Polonia Bydgoszcz     | 8   | (2,1,1,2,2) |  |
| 9    | Tobiasz Musielak    | Kolejarz Rawicz       | 7   | (1,1,2,0,3) |  |
| 10   | Marcel Szymko       | Wybrzeże Gdańsk       | 6   | (1,1,3,0,1) |  |
| 11   | Emil Pulczyński     | KS Toruń              | 5   | (3,2,0,w,–) |  |
| 12   | Mateusz Domański    | RKM Rybnik            | 5   | (1,0,1,2,1) |  |
| 13   | Tadeusz Kostro      | KMŻ Lublin            | 4   | (0,d,2,1,1) |  |
| 14   | Artur Czaja         | Włókniarz Częstochowa | 3   | (0,1,1,1,0) |  |
| 15   | Adam Strzelec       | Falubaz Zielona Góra  | 2   | (1,0,w,1,0) |  |
| 16   | Marcin Bubel        | Włókniarz Częstochowa | 0   | (0,0,0,0,0) |  |
|      | rez. Jakub Jamróg   | Unia Tarnów           | 0   | (0)         |  |

Bieg po biegu:
1. Dudek, Łukaszewski, Domański, Czaja
2. Janowski, Cyran, Musielak, Kostro
3. Pulczyński, Gomólski, Strzelec, Zmarzlik
4. Pawlicki, Woźniak, Szymko, Bubel
5. Janowski, Zmarzlik, Szymko, Domański
6. Dudek, Pawlicki, Musielak, Strzelec
7. Gomólski, Łukaszewski, Woźniak, Kostro (d4)
8. Cyran, Pulczyński, Czaja, Bubel
9. Gomólski, Musielak, Domański, Bubel
10. Dudek, Janowski, Woźniak, Pulczyński
11. Pawlicki, Cyran, Zmarzlik, Łukaszewski
12. Szymko, Kostro, Czaja, Strzelec (w/su)
13. Pawlicki, Domański, Kostro, Pulczyński (w/u)
14. Dudek, Cyran, Gomólski, Szymko
15. Janowski, Łukaszewski, Strzelec, Bubel
16. Zmarzlik, Woźniak, Czaja, Musielak
17. Cyran, Woźniak, Domański, Strzelec
18. Dudek, Zmarzlik, Kostro, Bubel
19. Musielak, Łukaszewski, Szymko, Jamróg
20. Janowski, Pawlicki, Gomólski, Czaja